# André Thil
Jean-Baptiste-Simon André Thil (né à Paris le 2 mars 1849 et mort à Épernon le 3 novembre 1911) est un ingénieur forestier français.

## Éléments biographiques
En 1870, au terme de ses deux années d'études à l'École impériale forestière à Nancy, André Thil entre au régiment forestier de Paris, où il passe la majeure partie de sa carrière, occupant diverses fonctions jusqu'à sa retraite en 1911.
André Thill est l'auteur de deux « herbiers-xylothèques », publiés sous forme de volumes rigides contenant des sections transversales de bois et leur description ; le premier rassemble 100 espèces indigènes de France ; dans le second qui totalise 120 échantillons, à côté d'une majorité d'espèces indigènes, on trouve également des espèces exotiques provenant du Japon, de l'Inde, de l'Australie, de la Réunion, de Guinée et d'Amérique Centrale.
Ses travaux sur la sylviculture et sur la constitution du bois lui ont valu plusieurs décorations :
- en 1896 et en 1901, la médaille d'or de la Société nationale d'agriculture de France,
- en 1889, les titres d'officier d'académie et de chevalier du Mérite agricole,
- en 1898, chevalier de la Légion d'honneur,
- en 1901, officier du Mérite agricole.

## Œuvres
- « Achat, récolte et préparation des graines résineuses employées par l'administration des forêts »,  Paris, Revue des eaux et forêts, 1884, 77 p.
- Sections transversales de 100 espèces de bois indigènes, Paris, J. Tempère, 1895, 38 p., 5 pl.
- « Constitution anatomique du bois », dans : Commission des méthodes d'essai des matériaux de construction : Deuxième session, Communications présentées devant le Congrès international des méthodes d'essai des matériaux de construction tenu à Paris du 9 au 16 juillet 1900, Paris, Dunod, 1901, vol. III, p. 129-224.
- Description des sections transversales de 120 espèces de bois indigènes et exotiques, Paris, L. Laveur & Grez-sur-Loing, J. Tempéré, 1904, 49 p., 6 pl.